# 모돌로
모돌로(Modolo, 사르데냐어: Mòdolo)는 이탈리아 사르데냐주 오리스타노도에 위치한 코무네이며, 칼리아리에서 북서쪽으로 약 130 킬로미터 (81 mi) 떨어져 있고 오리스타노에서 북쪽으로 약 40 킬로미터 (25 mi) 떨어져 있다. 2004년 12월 31일 기준으로 인구는 196명이었고 면적은 2.5 제곱킬로미터 (0.97 mi2)였다.
모돌로는 다음 지방 자치체와 접해 있다: 보사, 플루시오, 마고마다스, 수니 (OR).